# Наволок (Лузький район)
Наволок (рос. Наволок) — присілок у Лузькому районі Ленінградської області Російської Федерації.
Населення становить 164 особи. Належить до муніципального утворення Скребловське сільське поселення.

## Історія
Згідно із законом від 28 вересня 2004 року № 65-оз належить до муніципального утворення Скребловське сільське поселення.

## Населення
| 1838 | 1862 | 1961 | 1997 | 2007 | 2010 |
| ---- | ---- | ---- | ---- | ---- | ---- |
| 425  | ↘288 | ↗487 | ↘168 | ↘160 | ↗164 |